# Зоолатрия
Зоола́трия (от греч. ζωον «животное» + λατρεια «служение, культ»), теротеи́зм (от др.-греч. θήρ «зверь» + θεός «бог»), анимали́зм (от лат. animalis «звериный») — совокупность обрядов и верований, связанных с религиозным почитанием животных (Священное животное).
В современных гуманитарных науках зоолатрия часто рассматривается как одна из первобытных форм религии. Известны многочисленные исторические и этнографические примеры зоолатрии: почитание медведя на Руси, Северной Америке и Северной Азии, ягуара в Южной Америке, тигра и змеи в Южной и Юго-Восточной Азии, акулы в Океании,  леопарда в Африке, волка в Европе и так далее.

## Истоки зоолатрии

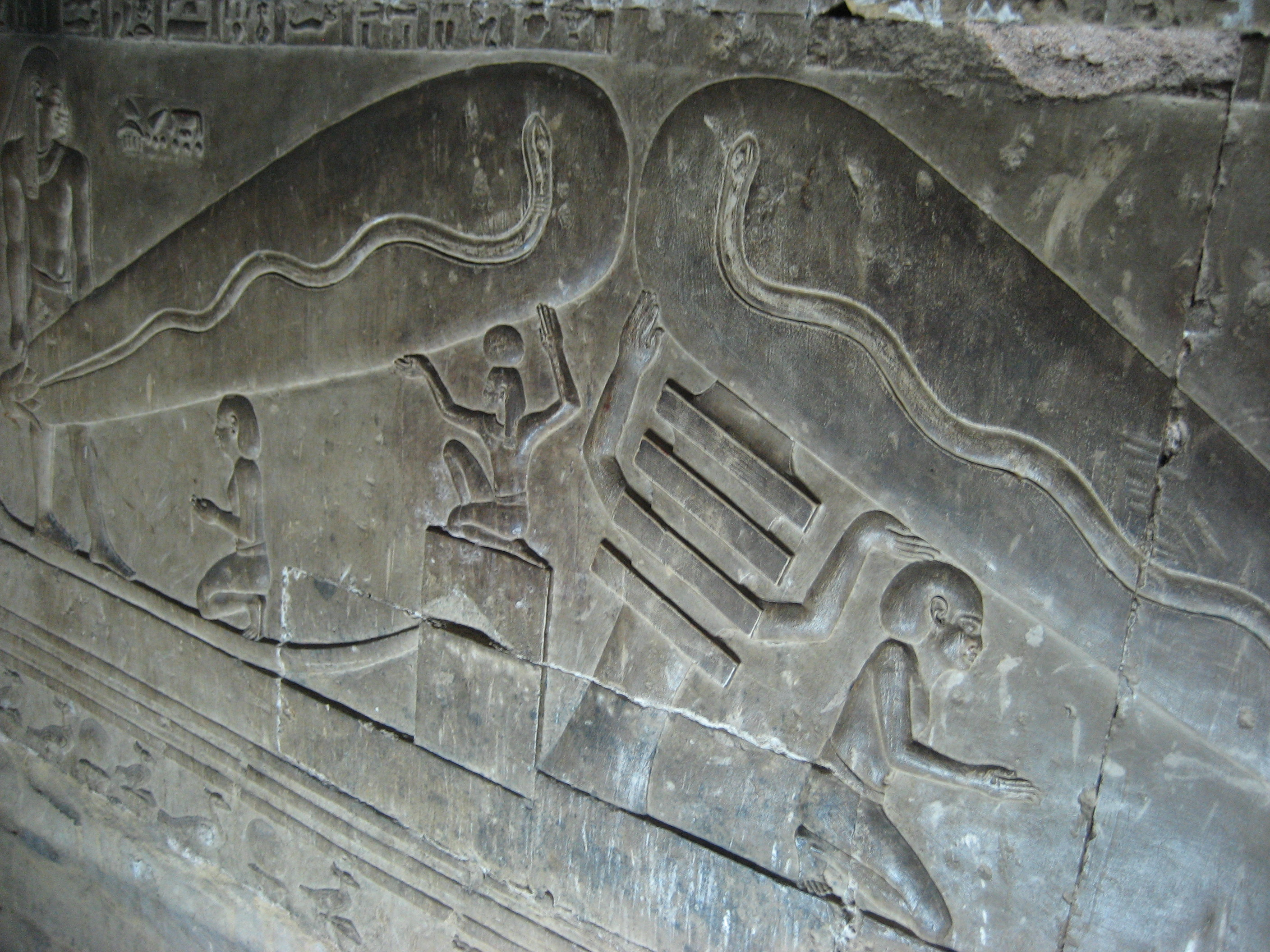
Культовое изображение змей (Древний Египет)

Корни зоолатрии восходят к глубокой древности, когда первобытные охотники совершали магические обряды, надеясь с их помощью добиться успеха в промысле и защитить свою жизнь от опасных хищников. Об этом свидетельствуют наскальные рисунки, обнаруженные в мустьерских и палеолитических пещерах. Материалистическая наука объясняет происхождение зоолатрии бессилием первобытного человека в борьбе с природой.
Зоолатрия взаимосвязана с другими формами первобытной религиозности, в первую очередь — с тотемизмом. Культ животных-предков был одним из наиболее ранних религиозных культов человечества. У некоторых народов животные считались не только основателями рода, но и участниками творения Вселенной.
Так, согласно мифологии айнов, разделение суши, воды и неба было осуществлено по заданию верховного бога Пасе камуя трясогузкой, а по преданию индейцев хайда мир и вовсе возник от криков ворона.

## Зоолатрия в Древнем Египте
Зоолатрия была широко распространена в Древнем Египте:
каждое племя (впоследствии область — ном) чтило своего покровителя — животное (культ быка Аписа в Мемфисе, кошки Баст в Бубасте, сокола Хора в Эдфу и Летополисе).
В египетской религии Нового и Позднего царств и ряде других политеистических религий Древнего мира каждое божество имело свой животный атрибут / священное животное. По замечанию Г. В. Плеханова, «Когда животнообразное (зооморфическое) представление о боге уступает место человекообразному представлению о нём, тогда животное, бывшее прежде тотемом, становится так называемым атрибутом. Известно, например, что у древних греков орёл был атрибутом Зевеса, сова — атрибутом Минервы, и т. д.».

## Зоолатрия в Древней Греции
В религии Древней Греции пережитки зоолатрии проявлялись в животных атрибутах божеств, т.н. священных животных (орёл у Зевса, сова у Афины, лань у Артемиды и др.).

## Зоолатрия на Ближнем Востоке и в древнем Израильском царстве

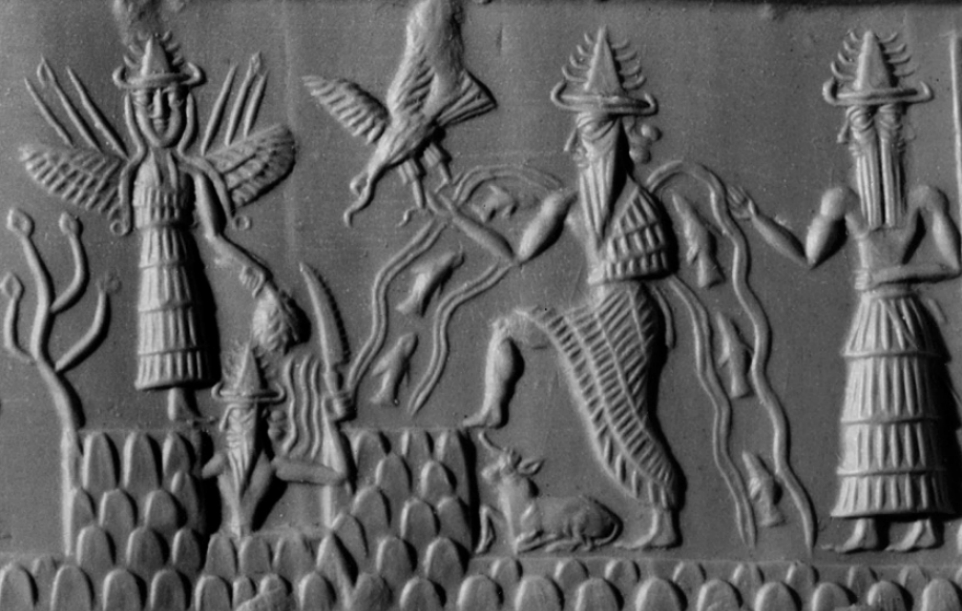
Боги и их анималистический образ, печатка

Большинство божеств на Ближнем востоке имели в древности анималистический образ или символ священного животного (черепаха или единорог для Эа, рога козла для Ашур,  лев для богини Иштар, дракон для Мардука и Набу, лошадь для Шамаша, рыба для Дагона и тд ).
Распространён был  культ Баала, который часто изображался в виде быка или человека с бычьими рогами, культ Баалу происходил у жертвенника в форме быка.
В Ветхом Завете зоолатрия была строго запрещена: "дабы вы не развратились и не сделали себе изваяний, изображений какого-либо кумира... изображения какого-либо скота, который на земле, изображения какой-либо птицы крылатой, которая летает под небесами, изображения какого-либо [гада,] ползающего по земле, изображения какой-либо рыбы, которая в водах ниже земли; и дабы ты... не прельстился и не поклонился им и не служил им." (Втор. 4:16-19).
То же отношение к ней как к нечестию сохранилось в христианстве: "называя себя мудрыми, обезумели, и славу нетленного Бога изменили в образ, подобный тленному человеку, и птицам, и четвероногим, и пресмыкающимся" (Рим. 1:22-23). Некоторая христианская атрибутика, однако, имеет отношение к животным, но связана не с религиозным их почитанием, а с символизмом: Иисус Христос — агнец (ягнёнок, козлёнок) (Ин. 1:29, 36, ср. Ис. 53:7) и рыба (визуализация акронима "Ихтис"), Иисус Навин — «сын рыбы». Святой Дух является в Библии в образе голубя (Мф. 3:16, по свт. Иоанну Златоусту, это символ кротости и чистоты). В иконографии апостолов-евангелистов изображали с животными и в виде животных: Марк — крылатый лев, Иоанн — орёл, Лука — бык. Этот образ восходит к образу Херувимов из таинственных видений (Иез. 1:10, Откр. 4:7) и к его символическому толкованию (одно из самых ранних толкований - у сщмч. Иринея Лионского).

## Зоолатрия В Индии

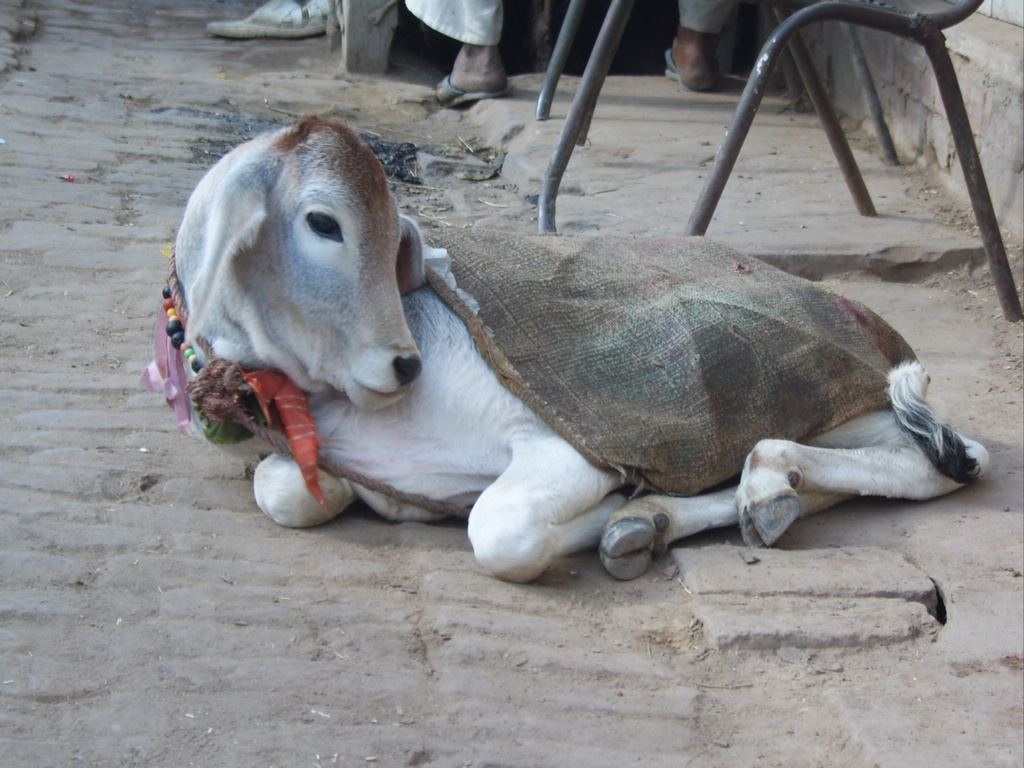
Священная корова на улице Вриндаваны (современная Индия)

В Индии и странах азии зоолотрия сохранилась в чистом виде:
в Индии имеет место почитание коровы, змеи, обезьяны, гавиала и т. д. Корова признаётся священным животным большинством индийцев, а в религиозной жизни отдельных этнических групп её молоко к тому же играет мифологическую и ритуальную роль сакрально чистого напитка.
Почитаемые животные часто проживают при индуистских храмах, которые нередко посвящены им самим (или божествам и святым, чьими воплощениями они объявляются).
Так, в Дешноке на северо-западе Индии при храме Карни Мата проживает множество крыс, считающихся инкарнациями местных жителей.
Сознательное причинение вреда священным (как, впрочем, и другим) животным в индийском обществе считается тяжким проступком и карается на законодательном уровне. Стоит упомянуть и тот факт, что значительное число последователей индуизма, джайнизма и буддизма соблюдают обет ахимсы, предполагающий обязательство никогда не совершать насильственных действий в отношении любых живых существ.

## Зоолатрия в Африке
В настоящее время зоолатрия в чистом виде сохраняется в некоторых странах Азии и Африки.
В Африке зоолатрия распространена весьма широко, причём по своему происхождению она далеко не всегда связана с тотемизмом (для классических форм которого поклонение тотему вообще отсутствует). Особым почитанием здесь пользуется леопард, связь культа которого с тотемизмом прослеживается лишь в ряде районов (так, в Дагомее леопард считался тотемом королевского клана).

## Зоолатрия у славян
В 16 веке  по описаниям Ж. Маргерета телятина имела табуированное значение, где мясо коровы не употребляли в пищу на всей территории Руси по религиозным причинам.
Строительство дома начиналось с закладки костей коня под дом, а сверху дом украшался черепом или фигурой головы коня, что свидетельствует о его ритуальной важности.
Обряды с переодеванием в шкуры волка также свидетельствуют о ритуальном значении волка.
Табуированное названий животных (медведь) свидетельствует об следах зоолатрии и ритуальной важности животного.
Остатки зоолатрии были вытеснены христианством.

## Зоолатрия в шаманизме

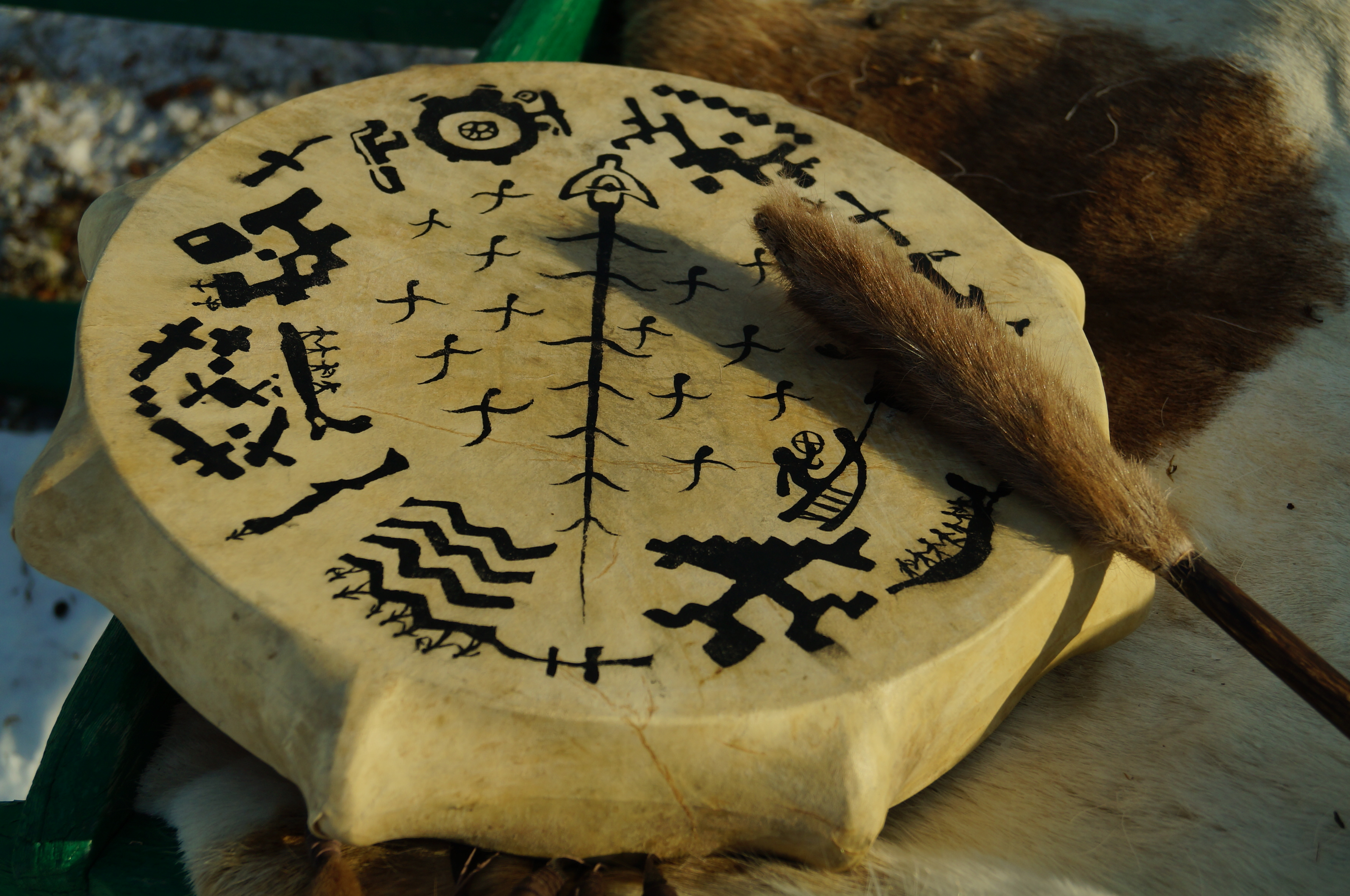
Бубен шамана с изображением рыбы

Тотемное животное племени или шамана, а также поклонение ему находило отражение в его костюме, ритуальной маске / головном уборе, изображении священного животного на шаманском бубне или жезле, магических аксессуаров, изготовленных из шкуры медведя, клыка животного, лапы лисицы или зайца, а также черепа животного, который подвешивался на жилище людей для защиты от злых духов.